# Pihuamo
Pihuamo é um município do estado de Jalisco, no México.
Em 2005, o município possuía um total de 11.681 habitantes.